# Joannes Hermans

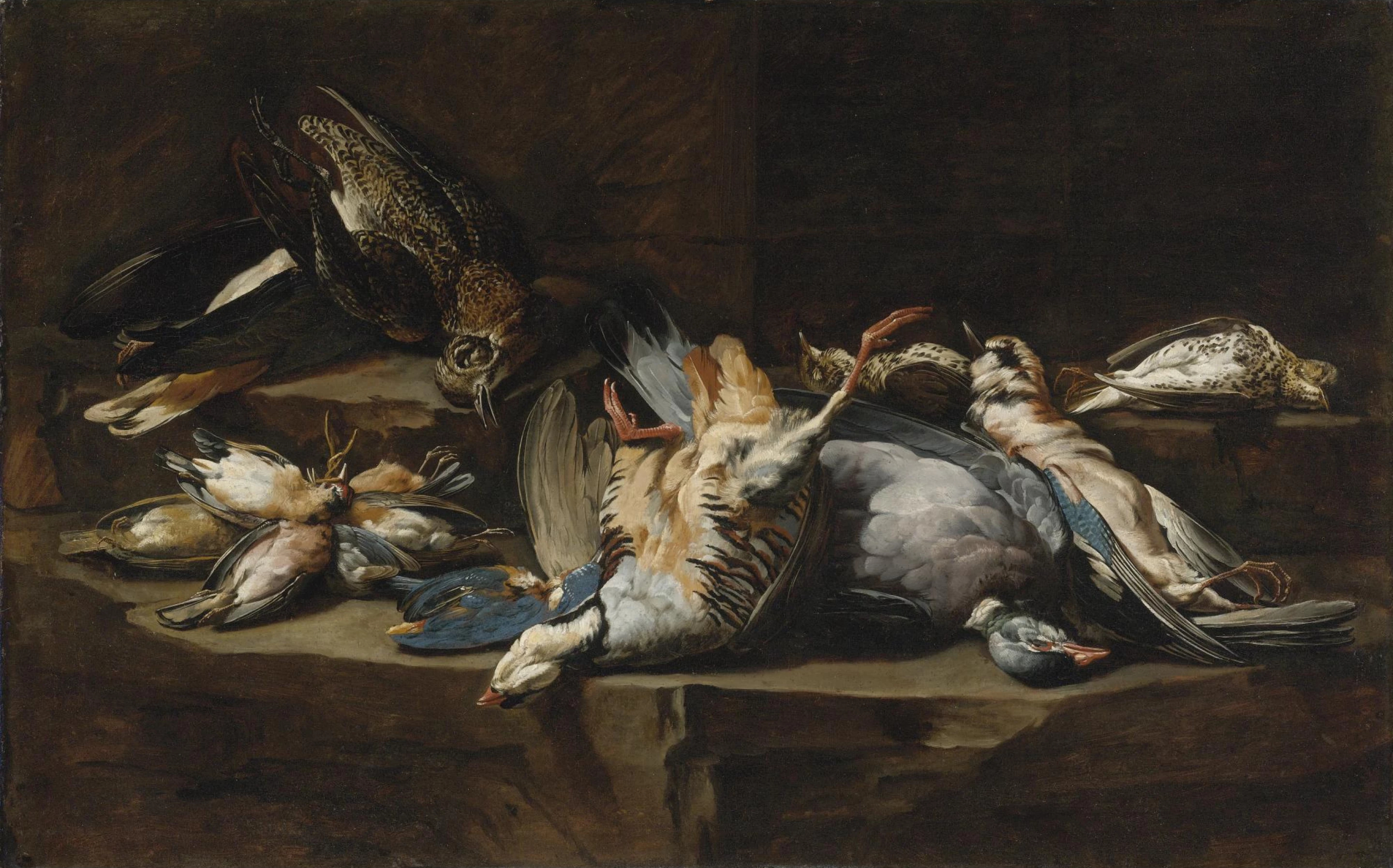
Naturaleza muerta de aves de caza sobre una repisa rocosa

Joannes Hermans, llamada Monsú Aurora, ( Amberes, c. 1630 - c. 1677) fue un pintor flamenco de animales y bodegones de caza, frutas y flores que trabajó en Italia y Amberes, donde contribuyó al desarrollo del género del bodegón barroco.

## Vida
Los detalles sobre la vida de Joannes Hermans son escasos. Se cree que nació en Amberes. Allí está registrado como alumno del oscuro pintor Adriaen Willenhoudt en 1644. Se supone que trabajó en el taller de Amberes del destacado pintor de bodegones y animales Jan Fijt, ya que la mano de Hermans ha sido identificada en una pintura colaborativa de Fijt.

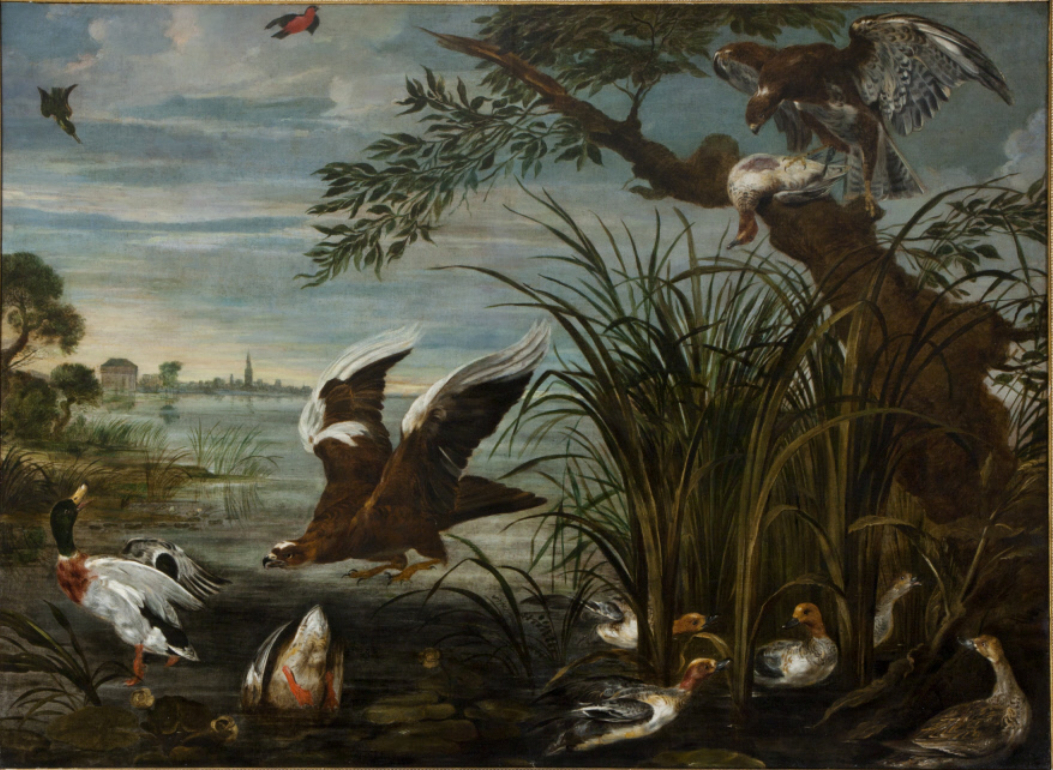
Escena del río con patos y gansos atacados por halcones

Viajó a Italia durante el período de 1657 a 1665 y fue conocido como 'Monsú Aurora'.  En Roma obtuvo el encargo de decorar el palacio romano de Camillo Francesco Maria Pamphili. Pintó un lienzo grande y 38 composiciones más pequeñas que representaban animales vivos y muertos, algunos en paisajes pantanosos. Estos formaban parte de un conjunto de unas 50 pinturas con este tema, que Pamphili le había encargado, con fines educativos y decorativos.  
Hermans disfrutó del patrocinio de las familias Corsini, Colonna e Imperiali, como lo demuestra la presencia de sus obras en los inventarios romanos contemporáneos. Sus composiciones también fueron admiradas por el animalista flamenco David de Coninck y el pintor de bodegones italiano Pietro Navarra, quienes trabajaron en Roma durante la segunda mitad del siglo XVII.
Regresó a Amberes en 1665 y se convirtió en un maestro del gremio local de San Lucas . No está claro cuándo o dónde murió, pero fue probable en Roma en 1665 y antes de 1687.

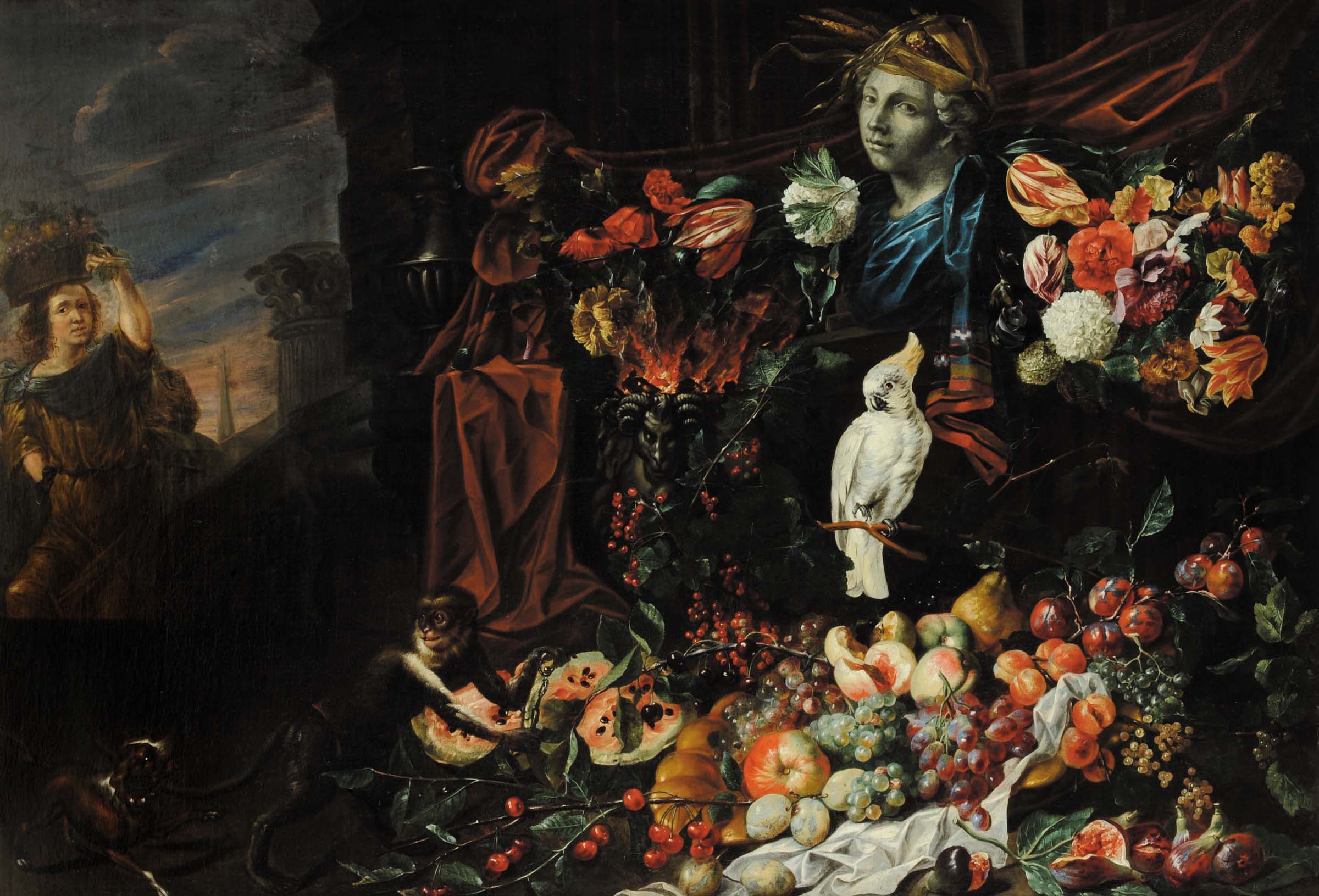
Bodegón alrededor de un busto de Ceres

## Trabajo
Joannes Hermans pintó animales y bodegones de flores y frutas. De su período de Amberes, solo se conoce una pintura firmada.
El artista conocido en Italia como 'Monsù Aurora' fue identificado con Joannes Hermans gracias a la investigación de Eduard A. Safarik y otros académicos en la década de 1970 . Sus conclusiones fueron confirmadas por la presencia del monograma "JHF" (Joannes Hermans Fecit) en una de las pinturas en el Palacio de Pamphili atribuidas a Monsù Aurora. Su importancia entre los pintores de bodegones del siglo XVII aumentó al atribuírsele más obras  
Sus grandiosas naturalezas muertas combinando figuras humanas, flores y frutas anticipan la llegada a Roma en 1653 de Abraham Brueghel, quien creó composiciones barrocas a gran escala de flores, frutas y animales. Un ejemplo de una composición a gran escala de Hermans es el Bodegón alrededor de un busto de Ceres de 1653 (vendido en Cambi Casa d'Aste el 15 de marzo de 2011 en Génova, lote 1452).

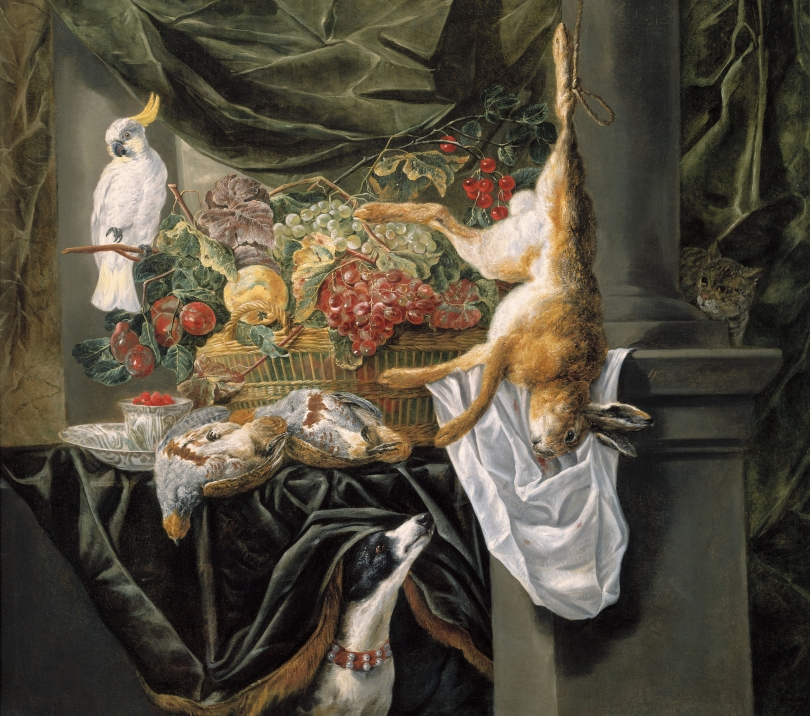
Bodegón con fruta, trofeos de caza, un loro, un gato y un perro

También parece haber sido una inspiración para su trabajo la serie de grabados de pájaros de Pieter Boel, otro pintor de animales flamenco que estuvo en Roma antes de 1650. También debió conocer la obra de Nicasius Bernaerts, conocido en Italia bajo el seudónimo de Monsù Nicasio.
Hermans creó también pinturas de guirnaldas. Las pinturas de guirnaldas son un tipo especial de naturaleza muerta desarrollada en Amberes por artistas como Jan Brueghel el Viejo, Hendrick van Balen, Frans Francken el Joven, Peter Paul Rubens y Daniel Seghers. Por lo general, muestran una guirnalda de flores alrededor de una imagen o retrato devocional. Las pinturas de guirnaldas solían ser colaboraciones entre un pintor de bodegones y un pintor de figuras. Dos pinturas de guirnaldas de Hermans, que representan guirnaldas de flores alrededor de un niño y una niña, respectivamente, se encuentran en colecciones privadas.

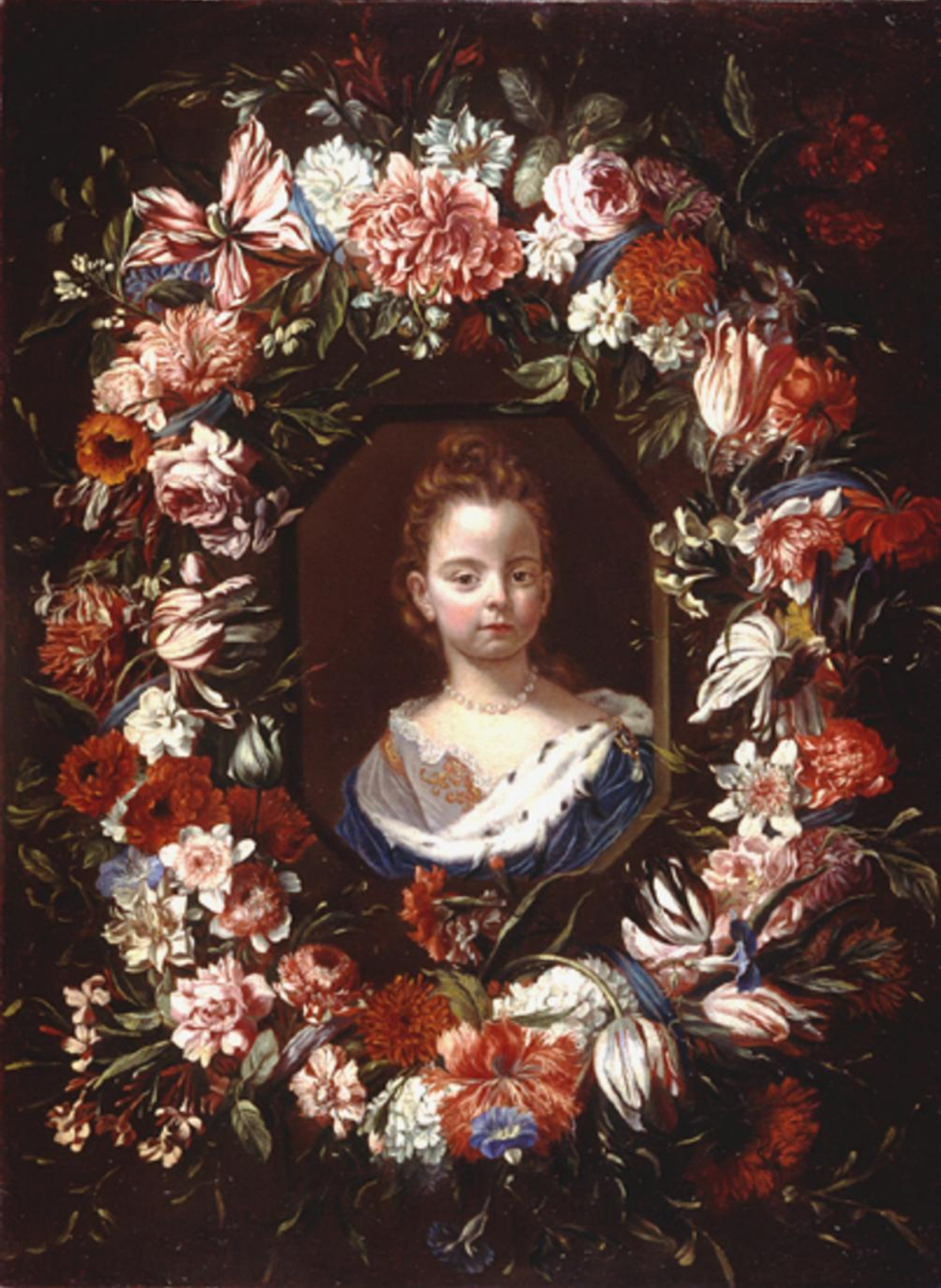
Retrato de una joven en una guirnalda

Se sabe que Hermans colaboró con otros artistas. Bodegón con frutas, trofeos de caza, un loro, un gato y un perro es una colaboración con el animalista flamenco Jan Fyt. En esta pintura, cada artista es responsable de diferentes partes. La composición general fue realizada por Fijt, quien también pintó partes clave de la composición, como la liebre muerta, las perdices y el perro. El acabado de la pintura fue dejado a un asistente de estudio. Si bien el asistente generalmente permanecía en el anonimato, en esta composición fue identificado como Joannes Hermans. En el bodegón firmado y fechado de Hermans alrededor de un busto de Ceres de 1653, se puede ver el mismo loro copetudo, mientras que la fruta también está representada de una manera casi idéntica.